# Integrating Vision Toolkit
Das Integrating Vision Toolkit (IVT) ist eine freie Programmbibliothek mit Funktionen für maschinelles Sehen und Mustererkennung. Es bietet ein eigenes, für mehrere Plattformen verfügbares GUI-Toolkit zur Entwicklung grafischer Benutzeroberflächen.
Das IVT bietet Schnittstellen für verschiedene Kameras, kann Kameras kalibrieren, das Bild filtern, anhand der Farbe segmentieren, Stereobilder auswerten, Bildmerkmale extrahieren (englisch „feature extraction“) und vieles mehr.

## Verfügbarkeit
Die Bibliothek ist als freie Software auch im Quelltext unter einer dreiklausligen BSD-Lizenz verfügbar. Sie ist in reinem ANSI-C++ geschrieben und mit allen verfügbaren C++-Compilern kompilierbar. Sie ist plattformübergreifend verfügbar und läuft auf jeder Plattform, für die ein C++-Compiler verfügbar ist, einschließlich Windows, Mac OS X und Linux. Das mitgelieferte GUI-Toolkit bietet Implementierungen für Windows (Win32 API), Linux (GTK+), Mac OS X (Cocoa) und Qt.

## Geschichte
Das IVT wurde an der Universität Karlsruhe (TH), dem heutigen Karlsruher Institut für Technologie (KIT), entwickelt. Die erste Version des IVT wurde am 22. Dezember 2005 auf Sourceforge veröffentlicht.

## Beziehung zu OpenCV
Im Vergleich mit OpenCV bietet das IVT eine objektorientierte Software-Architektur und ist leichter les- und benutzbar. Die Implementierungen sind von vergleichbarer oder höherer Geschwindigkeit. OpenCV bietet allerdings Funktionen, die das IVT missen lässt (zum Beispiel Gesichtserkennung). Derlei Funktionalität kann durch optionale OpenCV-Wrapper integriert werden.